# Сплюшка карталанська
Сплюшка карталанська (Otus pauliani) — вид совоподібних птахів родини совових (Strigidae). Ендемік Коморських Островів.

## Опис
Довжина птаха становить 15-20 см, розмах крил 45 см, самці важать 70 г. Забарвлення існує в світлій і темній морфах. Лицевий диск сірий або коричневий, поцяткований білими плямками, над очима світлі "брови", на голові малопомітні пір'яні "вуха". Верхня частина тіла темно-сіро-коричнева або коричнева, поцяткована нечіткими світлими смужками. На плечах малопомітні охристі плями. Крима і хвіст смугасті. Нижня частина тіла світло-іржасто-коричнева або темно-іржасто-коричнева, поцяткована темними смужками. Райдужки жовті або жовтувато-карі, дзьоб сіро-коричневий, лапи буруваті. Крик — пронизливі посвисти «чу» з інтервалом в 1-2 секунди, які переходять у короткі серії низхідних звуків «чу-чу-чу», які повторюються з інтервалом у пів секунди протягом 10 хвилин

## Поширення і екологія
Карталанські сплюшки мешкають на схилах активного вулкана Картала на острові Великий Комор в архіпелазі Коморських островів. Вони живуть в вологих гірських тропічних лісах, на висоті від 650 до 1900 м над рівнем моря. Живляться комахами. Гніздяться в дуплах дерев.

## Збереження
МСОП класифікує цей вид як вразливий. За оцінками дослідників, популяція карталанських сплюшок становить приблизно 2300 дорослих птахів. Їм загрожує знищення природного середовища.